# První vláda Jana Černého
První vláda Jana Černého existovala od 15. září 1920 do 26. září 1921. Jednalo se v pořadí o 4. československou vládu období první republiky.
Jednalo se o úřednickou vládu, sestavenou po pádu předchozí druhé Tusarovy vlády, která padla v důsledku rozštěpení vládnoucích sociálních demokratů, z jejichž radikální levice vznikla v květnu 1921 Komunistická strana Československa.
Jan Černý předstoupil 26. října 1920 s programovým prohlášením vlády před poslaneckou sněmovnu, která je schválila 12. listopadu 1920.

## Složení vlády
| Portfej                                           | Ministr                             | Strana        | Strana    | Nástup do úřadu | Odchod z úřadu  |
| ------------------------------------------------- | ----------------------------------- | ------------- | --------- | --------------- | --------------- |
| Ministerský předseda                              | Jan Černý                           |               | nezávislý | 15. září 1920   | 26. září 1921   |
| Ministr vnitra                                    | Jan Černý                           | 15. září 1920 | nezávislý | 26. září 1921   |                 |
| Ministr zahraničních věcí                         | Edvard Beneš                        |               | nezávislý | 15. září 1920   | 26. září 1921   |
| Ministr financí:                                  | Karel Engliš (správce)              |               | ČsND      | 15. září 1920   | 21. března 1921 |
| Ministr financí:                                  | Vladimír Hanačík                    |               | nezávislý | 22. března 1921 | 26. září 1921   |
| Ministr školství a národní osvěty                 | Josef Šusta                         |               | nezávislý | 15. září 1920   | 26. září 1921   |
| Ministr národní obrany                            | Otakar Husák                        |               | nezávislý | 15. září 1920   | 26. září 1921   |
| Ministr spravedlnosti                             | Augustin Popelka                    |               | nezávislý | 15. září 1920   | 26. září 1921   |
| Ministr průmyslu, obchodu a živností              | Rudolf Hotowetz                     |               | nezávislý | 15. září 1920   | 26. září 1921   |
| Ministr železnic                                  | Václav Burger                       |               | nezávislý | 15. září 1920   | 26. září 1921   |
| Ministr veřejných prací                           | František Kovářík                   |               | nezávislý | 21. září 1920   | 26. září 1921   |
| Ministr zemědělství                               | Vladislav Brdlík                    |               | RSČV      | 15. září 1920   | 26. září 1921   |
| Ministr sociální péče                             | Josef Gruber                        |               | nezávislý | 15. září 1920   | 26. září 1921   |
| Ministr veřejného zdravotnictví a tělesné výchovy | Ladislav Prokop Procházka           |               | nezávislý | 15. září 1920   | 26. září 1921   |
| Ministr pošt a telegrafů                          | Maxmilián Fatka                     |               | nezávislý | 15. září 1920   | 26. září 1921   |
| Ministr unifikací                                 | Vladimír Fajnor                     |               | SNaRS     | 15. září 1920   | 26. září 1921   |
| Ministr pro správu Slovenska                      | Martin Mičura                       |               | nezávislý | 15. září 1920   | 26. září 1921   |
| Ministr pro zásobování lidu:                      | Leopold Průša                       |               | nezávislý | 15. září 1920   | 24. ledna 1921  |
| Ministr pro zásobování lidu:                      | Vladislav Brdlík (správce)          |               | RSČV      | 24. ledna 1921  | 25. dubna 1921  |
| Ministr pro zásobování lidu:                      | Ladislav Prokop Procházka (správce) |               | nezávislý | 25. dubna 1921  | 26. září 1921   |
| Ministr pro zahraniční obchod                     | Rudolf Hotowetz (správce)           |               | nezávislý | 15. září 1920   | 26. září 1921   |